# Veršovaný román

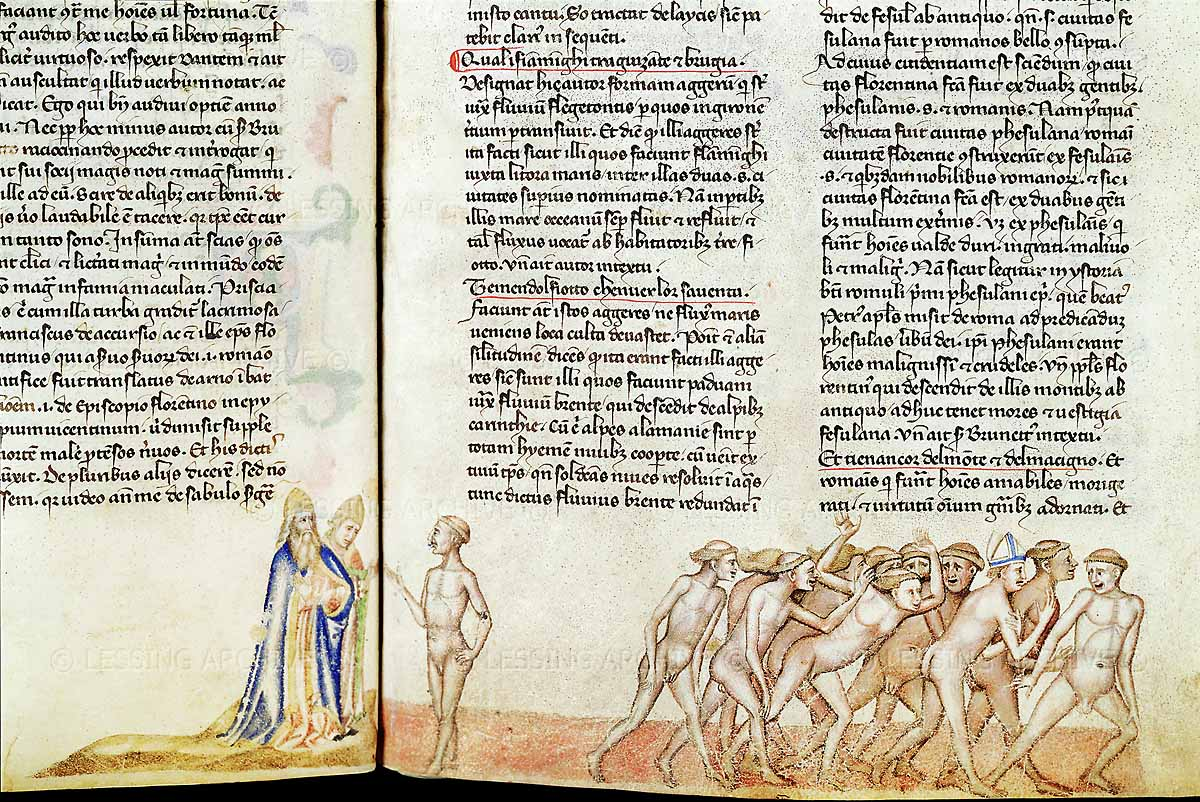
Dante Alighieri - Božská komedie

Veršovaný román je literární dílo vystavěné jako román, psané však básnickým jazykem a ve verších. Účinek a bohatost děje je kombinován s vytříbeným básnickým jazykem. Kompoziční struktura díla je blízká románu či novele, nicméně časté je dělení díla na podstatně kratší části, častá je změna úhlů pohledu a mnohé lyrické pasáže. Oproti klasickým románům je většinou kladen mnohem větší důraz na psychologickou stránku děje a duševní život jednotlivých postav. Veršovaný román je vlastně delší epická, či spíše lyrickoepická báseň s dějem vystavěným formou románu. Často splývá s poemou či eposem. Klasickým veršovaným románem je Puškinův Evžen Oněgin, nejvýznamnějším veršovaným románem české literatury je Magdalena Josefa Svatopluka Machara. Veršovaný román je velmi populární v modernější anglicky psané literatuře, zde většinou v přímé návaznosti na Oněgina, což se projevuje literární formou (oněginská sloka) i tematikou (například román The Golden Gate od Vikrama Setha). Veršovaný román je také Brovningův Prsten a kniha.